# Хонна, Вако
Вако Хонна (яп. 本名 ワコウ Хонна Вако:) — мангака. Получила известность благодаря своей манге «Nozoki Ana». Публикуется в журнале Weekly Shonen Magazine и сервисе Moba Man.

## Работы
- 2008 — мужские комиксы серии «Rinjin Value» (яп. 隣人バリュー) под формат мобильных телефонов на сайте «Comic Shogakukan», мобильный веб-комикс сервис «Mobaman».
- 2009 — начало серии «Nozoki Ana» (ノ・ゾ・キ・ア・ナ) на MobaMan, с последующим изданием в твёрдом переплёте.
- 2011 — серия коротких историй «Nozomi to Kimio» (ノゾミとキミオ) в журнале Weekly Shonen Sunday (2011 № 12), на данный момент вышло 63 главы, на последней завершилась история этой манги.